# Die ersten Curen
Die ersten Curen ist ein Walzer von Johann Strauss Sohn (op. 261). Das Werk wurde am 28. Januar 1862 im Sofienbad-Saal in Wien erstmals aufgeführt.

## Einzelnachweis
1. ↑  Quelle: Englische Version des Booklets (Seite 84) in der 52 CDs umfassenden Gesamtausgabe der Orchesterwerke von Johann Strauß (Sohn), Hrsg. Naxos (Label). Das Werk ist als sechster Titel auf der 31. CD zu hören.